# Bataille de Cameria
La bataille de Cameria eut lieu seize ans après la fondation de Rome, le premier roi de Rome, Romulus, entre l'armée romaine dirigée par ce même monarque et les habitants de Cameria. Les Romains selon la légende occupèrent la ville et mirent en place une nouvelle colonie.

## Contexte historique
Les Romains, une fois la ville fondée sur le Palatin, commencèrent à s'agrandir de manière à apparaître, selon Tite-Live, « si puissants qu'ils pouvaient rivaliser militairement avec n'importe quel peuple des alentours ». Les unes après les autres, beaucoup de cités voisines tombèrent aux mains de Rome : les Ceninensins,, les Antemnates,, les Crustuminins (it), les Sabins,, et les habitants de Fidènes.